# Alexandre Desprez
Pour les articles homonymes, voir Desprez.
Alexandre Desprez, né le 28 mars 1768 à Paris, mort le 16 août 1849 à Saint-Germain-en-Laye (Yvelines), est un militaire français de la Révolution et de l’Empire.

## États de service
Il entre en service le 21 juillet 1791, comme lieutenant dans le 1er bataillon de volontaires de Paris, incorporé dans la 201e demi-brigade de bataille en l’an II, et amalgamé en l’an VI dans la 106e demi-brigade de ligne, qui devient 106e régiment d’infanterie de ligne en 1803. Il fait les campagnes de 1792, en Flandre, en Champagne et dans les Pays-Bas.
Il est nommé capitaine le 6 novembre 1792, sur le champ de bataille de Jemappes, et en 1793, il prend part aux opérations de l’armée du Nord. Détaché à Orléans, avec une partie de son armée, pour faire partie du corps destiné à opérer en Vendée. Adjoint à l’état-major de l’armée des côtes de Brest le 1er juillet 1793, il fait les campagnes de l’an II à l’an IV, comme officier d’état-major. 
Le 10 juin 1796, il est attaché provisoirement à l’adjudant-général Partouneaux, alors employé à l’armée d’Italie, il passe ensuite auprès du général Dommartin, et il est blessé d’un coup de lance à la jambe droite le 17 novembre 1796, à la bataille du pont d'Arcole. Le 1er mai 1799, il est employé provisoirement auprès du général Moreau en qualité d’aide de camp, et confirmé dans ses fonctions par le premier Consul le 22 décembre 1799. Il suit son général à l’armée du Rhin, et il reçoit son brevet de chef de bataillon aide de camp sur le champ de bataille de Biberach le 9 mai 1800. Confirmé dans son grade le 26 octobre 1800, pour prendre rang au 20 juillet 1800, il passe dans la 108e demi-brigade d’infanterie, et le 29 août 1803, il prend le commandement de ce corps en remplacement du chef de brigade Marcognet nommé général de brigade. Le 22 décembre 1803, il devient major au 111e régiment d’infanterie de ligne, et il est fait chevalier de la Légion d’honneur le 25 mars 1804.
En garnison à Montmédy, de l’an XIII à 1806, il prend en 1807, le commandement d’un régiment provisoire de nouvelle formation, avec lequel il fait la campagne de Pologne, et en 1808, il reste à l’armée d’observation du Rhin. Le 31 mars 1809, il est promu colonel en second du 111e régiment d’infanterie de ligne, et il fait la campagne d’Allemagne à la tête de la 4e demi-brigade de la 1re division du 2e corps du duc de Reggio. Le 6 juillet 1809, lors de la bataille de Wagram, il a une jambe fracassée par un boulet. Il est créé chevalier de l’Empire le 15 août 1809, et il élevé au grade d’officier de la Légion d’honneur le 3 septembre suivant. Il est fait baron de l’Empire le 19 janvier 1811, et il est admis à la retraite le 25 avril de la même année.
Il meurt le 16 août 1849, à Saint-Germain-en-Laye.

## Dotation
- Dotation de 4 000 francs de rente annuelle sur les biens réservés en Trasimène et à Erfurt le 15 août 1809.

## Armoiries
| Figure | Nom du baron et blasonnement |
| ------ | --- |
|        | Armes du baron Alexandre Desprez et de l'Empire, décret du 11 novembre 1810, lettres patentes du 19 janvier 1811, officier de la Légion d'honneur D'azur au lion rampant d'or armé et lampassé de gueules : franc-quartier des barons tirés de l'armée. Livrées : les couleurs de l'écu |

## Sources
- A. Lievyns, Jean Maurice Verdot, Pierre Bégat, Fastes de la Légion-d'honneur, biographie de tous les décorés accompagnée de l'histoire législative et réglementaire de l'ordre, Tome 4, Bureau de l’administration, 1844, 640 p. (lire en ligne), p. 333.
- « Cote LH/757/21 », base Léonore, ministère français de la Culture
- « La noblesse d’Empire » (consulté le 6 février 2017)
- Vicomte Révérend, Armorial du premier empire, tome 2, Honoré Champion, libraire, Paris, 1897, p. 62.
- Léon Hennet, Les volontaires nationaux pendant la Révolution, tome 1, Paris, Maison Quantin, 1906, p. 198.
- Jean Tulard, Napoléon et la noblesse d'Empire : avec la liste des membres de la noblesse impériale (1808-1815), Paris, Tallandier, coll. « Bibliothèque napoléonienne », 1986, 414 p. (ISBN 978-2-847-34071-6), p. 63